# Viszelki járás

A Viszelki járás a Krasznodari határterületen

A Viszelki járás (oroszul Выселковский муниципальный район) Oroszország egyik járása a Krasznodari határterületen. Székhelye Viszelki.

## Népesség
- 1989-ben 59 436 lakosa volt.
- 2002-ben 60 239 lakosa volt, melyből 56 214 orosz (93,3%), 1 288 ukrán, 892 örmény, 329 görög, 317 fehérorosz, 130 tatár, 117 azeri, 116 német, 75 grúz, 41 adige, 6 cigány, 3 török.
- 2010-ben 60 271 lakosa volt, melyből 56 015 orosz, 887 örmény, 700 ukrán, 307 görög, 169 fehérorosz, 130 tatár, 119 azeri, 98 koreai, 75 német, 67 grúz, 63 lezg, 48 mari, 41 udmurt, 40 mordvin, 33 tabaszaran, 28 baskír, 28 csuvas, 28 dargin, 25 moldáv, 25 üzbég, 24 abház, 20 oszét, 19 adige stb.